# Germania ai XXIV Giochi olimpici invernali
La Germania ha partecipato ai XXIV Giochi olimpici invernali che si sono svolti a Pechino, Cina, dal 4 al 20 febbraio 2022. La delegazione era composta da 148 atleti, 97 uomini e 51 donne.

## Medaglie
| Riepilogo quotidiano | Riepilogo quotidiano | Riepilogo quotidiano | Riepilogo quotidiano | Riepilogo quotidiano | Riepilogo quotidiano |
| Giorno               | Data                 |                      |                      |                      | Totale               |
| -------------------- | -------------------- | -------------------- | -------------------- | -------------------- | -------------------- |
| 1º                   | 5                    | 0                    | 1                    | 0                    | 1                    |
| 2º                   | 6                    | 1                    | 0                    | 0                    | 1                    |
| 3º                   | 7                    | 1                    | 0                    | 0                    | 1                    |
| 4º                   | 8                    | 1                    | 1                    | 0                    | 2                    |
| 5º                   | 9                    | 2                    | 1                    | 0                    | 3                    |
| 6º                   | 10                   | 1                    | 0                    | 0                    | 1                    |
| 7º                   | 11                   | 1                    | 1                    | 0                    | 2                    |
| 8º                   | 12                   | 1                    | 1                    | 1                    | 3                    |
| 9º                   | 13                   | 0                    | 0                    | 0                    | 0                    |
| 10º                  | 14                   | 0                    | 0                    | 1                    | 1                    |
| 11º                  | 15                   | 1                    | 1                    | 1                    | 3                    |
| 12º                  | 16                   | 1                    | 0                    | 1                    | 2                    |
| 13º                  | 17                   | 0                    | 1                    | 0                    | 1                    |
| 14º                  | 18                   | 0                    | 0                    | 0                    | 0                    |
| 15º                  | 19                   | 1                    | 1                    | 0                    | 2                    |
| 16º                  | 20                   | 1                    | 2                    | 0                    | 3                    |
| Totale               | Totale               | 12                   | 10                   | 4                    | 26                   |

### Medagliere per disciplina
| Sport             | Oro | Argento | Bronzo | Totale |
| ----------------- | --- | ------- | ------ | ------ |
| Slittino          | 4   | 2       | 0      | 6      |
| Bob               | 3   | 3       | 1      | 7      |
| Skeleton          | 2   | 1       | 0      | 3      |
| Combinata nordica | 1   | 1       | 0      | 2      |
| Sci di fondo      | 1   | 1       | 0      | 2      |
| Biathlon          | 1   | 0       | 1      | 2      |
| Salto con gli sci | 0   | 1       | 2      | 3      |
| Sci alpino        | 0   | 1       | 0      | 1      |
| Totale            | 12  | 10      | 4      | 26     |

### Medaglie d'oro
| Medaglia | Nome                                                               | Sport             | Evento                      |
| -------- | ------------------------------------------------------------------ | ----------------- | --------------------------- |
| Oro      | Johannes Ludwig                                                    | Slittino          | Singolo maschile            |
| Oro      | Denise Herrmann                                                    | Biathlon          | 15 km individuale femminile |
| Oro      | Natalie Geisenberger                                               | Slittino          | Singolo femminile           |
| Oro      | Vinzenz Geiger                                                     | Combinata nordica | Trampolino normale          |
| Oro      | Tobias Wendl Tobias Arlt                                           | Slittino          | Doppio                      |
| Oro      | Natalie Geisenberger Johannes Ludwig Tobias Wendl Tobias Arlt      | Slittino          | Gara a squadre              |
| Oro      | Christopher Grotheer                                               | Skeleton          | Singolo maschile            |
| Oro      | Hannah Neise                                                       | Skeleton          | Singolo femminile           |
| Oro      | Francesco Friedrich Thorsten Margis                                | Bob               | Bob a due maschile          |
| Oro      | Katharina Hennig Victoria Carl                                     | Sci di fondo      | Sprint a squadre femminile  |
| Oro      | Laura Nolte Deborah Levi                                           | Bob               | Bob a due femminile         |
| Oro      | Francesco Friedrich Thorsten Margis Candy Bauer Alexander Schüller | Bob               | Bob a quattro maschile      |

### Medaglie d'argento
| Medaglia | Nome                                                                  | Sport             | Evento                       |
| -------- | --------------------------------------------------------------------- | ----------------- | ---------------------------- |
| Argento  | Katharina Althaus                                                     | Salto con gli sci | Trampolino normale femminile |
| Argento  | Anna Berreiter                                                        | Slittino          | Singolo femminile            |
| Argento  | Toni Eggert Sascha Benecken                                           | Slittino          | Doppio                       |
| Argento  | Axel Jungk                                                            | Skeleton          | Singolo maschile             |
| Argento  | Katherine Sauerbrey Katharina Hennig Victoria Carl Sofie Krehl        | Sci di fondo      | Staffetta femminile          |
| Argento  | Johannes Lochner Florian Bauer                                        | Bob               | Bob a due maschile           |
| Argento  | Manuel Faißt Eric Frenzel Vinzenz Geiger Julian Schmid                | Combinata nordica | Gara a squadre               |
| Argento  | Mariama Jamanka Alexandra Burghardt                                   | Bob               | Bob a due femminile          |
| Argento  | Emma Aicher Lena Dürr Julian Rauchfuss Alexander Schmid Linus Straßer | Sci alpino        | Gara a squadre               |
| Argento  | Johannes Lochner Florian Bauer Christopher Weber Christian Rasp       | Bob               | Bob a quattro maschile       |

### Medaglie di bronzo
| Medaglia | Nome                                                            | Sport             | Evento                     |
| -------- | --------------------------------------------------------------- | ----------------- | -------------------------- |
| Bronzo   | Karl Geiger                                                     | Salto con gli sci | Trampolino lungo maschile  |
| Bronzo   | Constantin Schmid Stephan Leyhe Markus Eisenbichler Karl Geiger | Salto con gli sci | Gara a squadre maschile    |
| Bronzo   | Christoph Hafer Matthias Sommer                                 | Bob               | Bob a due maschile         |
| Bronzo   | Vanessa Voigt Vanessa Hinz Franziska Preuß Denise Herrmann      | Biathlon          | Staffetta 4x6 km femminile |

## Delegazione
| Sport                   | Uomini | Donne | Totale |
| ----------------------- | ------ | ----- | ------ |
| Biathlon                | 6      | 5     | 11     |
| Bob                     | 12     | 6     | 18     |
| Combinata nordica       | 6      | -     | 6      |
| Freestyle               | 4      | 5     | 9      |
| Hockey su ghiaccio      | 25     | 0     | 25     |
| Pattinaggio di figura   | 3      | 3     | 6      |
| Pattinaggio di velocità | 3      | 2     | 5      |
| Salto con gli sci       | 5      | 4     | 9      |
| Sci alpino              | 8      | 5     | 13     |
| Sci di fondo            | 6      | 8     | 14     |
| Short track             | 0      | 1     | 1      |
| Skeleton                | 3      | 3     | 6      |
| Slittino                | 7      | 3     | 10     |
| Snowboard               | 9      | 6     | 15     |
| Totale                  | 97     | 51    | 148    |

## Biathlon
Uomini
| Atleta                                               | Evento                  | Penalità    | Tempo     | Posizione |
| ---------------------------------------------------- | ----------------------- | ----------- | --------- | --------- |
| Benedikt Doll                                        | 20 km individuale       | 2 (1+0+0+1) | 49'54"5   | 6º        |
| Johannes Kühn                                        | 20 km individuale       | 6 (3+2+1+0) | 54'58"0   | 51º       |
| Erik Lesser                                          | 20 km individuale       | 5 (0+2+0+3) | 55'59"5   | 67º       |
| Roman Rees                                           | 20 km individuale       | 1 (1+0+0+0) | 50'09"0   | 7º        |
| Benedikt Doll                                        | 10 km sprint            | 1 (0+1)     | 25'05"4   | 8º        |
| Johannes Kühn                                        | 10 km sprint            | 4 (2+2)     | 25'53"7   | 33º       |
| Philipp Nawrath                                      | 10 km sprint            | 3 (1+2)     | 25'43"4   | 22º       |
| Roman Rees                                           | 10 km sprint            | 0 (0+0)     | 25'24"3   | 17º       |
| Benedikt Doll                                        | 12,5 km inseguimento    | 7 (2+0+2+3) | 44'03"1   | 32º       |
| Johannes Kühn                                        | 12,5 km inseguimento    | 4 (0+2+1+1) | 42'37"3   | 12º       |
| Philipp Nawrath                                      | 12,5 km inseguimento    | 7 (1+2+1+3) | 43'06"7   | 19º       |
| Roman Rees                                           | 12,5 km inseguimento    | 1 (0+1+0+0) | 41'37"7   | 6º        |
| Benedikt Doll                                        | 15 km partenza in linea | 6 (0+0+2+4) | 40'45"8   | 8º        |
| Johannes Kühn                                        | 15 km partenza in linea | 5 (1+0+2+2) | 40'52"7   | 10º       |
| Philipp Nawrath                                      | 15 km partenza in linea | 7 (0+0+3+4) | 42'10"1   | 23º       |
| Roman Rees                                           | 15 km partenza in linea | 3 (0+0+1+2) | 41'05"2   | 14º       |
| Erik Lesser Roman Rees Benedikt Doll Philipp Nawrath | Staffetta 4x7,5 km      | 10 (1+9)    | 1h20'54"5 | 4ª        |

Donne
| Atleta                                                     | Evento                    | Penalità    | Tempo     | Posizione |
| ---------------------------------------------------------- | ------------------------- | ----------- | --------- | --------- |
| Denise Herrmann                                            | 15 km individuale         | 1 (0+0+1+0) | 44'12"7   |           |
| Vanessa Hinz                                               | 15 km individuale         | 1 (0+1+0+0) | 46'07"4   | 14ª       |
| Franziska Preuß                                            | 15 km individuale         | 4 (0+2+0+2) | 48'04"2   | 25ª       |
| Vanessa Voigt                                              | 15 km individuale         | 1 (1+0+0+0) | 44'29"3   | 4ª        |
| Denise Herrmann                                            | 7,5 km sprint             | 2 (1+1)     | 22'29"4   | 22ª       |
| Vanessa Hinz                                               | 7,5 km sprint             | 3 (1+2)     | 23'31"3   | 55ª       |
| Franziska Preuß                                            | 7,5 km sprint             | 2 (0+2)     | 22'41"4   | 30ª       |
| Vanessa Voigt                                              | 7,5 km sprint             | 0 (0+0)     | 22'15"7   | 18ª       |
| Denise Herrmann                                            | 10 km inseguimento        | 3 (1+0+0+2) | 38'07"6   | 17ª       |
| Vanessa Hinz                                               | 10 km inseguimento        | 1 (0+0+0+1) | 38'21"0   | 21ª       |
| Franziska Preuß                                            | 10 km inseguimento        | 1 (1+0+0+0) | 37'45"6   | 15ª       |
| Vanessa Voigt                                              | 10 km inseguimento        | 1 (1+0+0+0) | 37'35"3   | 12ª       |
| Denise Herrmann                                            | 12,5 km partenza in linea | 5 (1+1+1+2) | 42'27"1   | 13ª       |
| Vanessa Hinz                                               | 12,5 km partenza in linea | 4 (0+0+2+2) | 43'12"2   | 15ª       |
| Franziska Preuß                                            | 12,5 km partenza in linea | 4 (1+1+1+1) | 41'44"4   | 8ª        |
| Vanessa Voigt                                              | 12,5 km partenza in linea | 6 (1+2+2+1) | 43'22"7   | 18ª       |
| Vanessa Voigt Vanessa Hinz Franziska Preuß Denise Herrmann | Staffetta 4x6 km          | 6 (0+6)     | 1h11'41"3 |           |

Misto
| Atleta                                                      | Evento           | Penalità  | Tempo     | Posizione |
| ----------------------------------------------------------- | ---------------- | --------- | --------- | --------- |
| Vanessa Voigt Denise Herrmann Benedikt Doll Philipp Nawrath | Staffetta 4x6 km | 20 (2+18) | 1h07'51"1 | 5ª        |

## Bob
Uomini
| Atleta                                                             | Evento        | 1ª manche | 1ª manche | 2ª manche | 2ª manche | 3ª manche | 3ª manche | 4ª manche | 4ª manche | Totale  | Totale    |
| Atleta                                                             | Evento        | Tempo     | Posizione | Tempo     | Posizione | Tempo     | Posizione | Tempo     | Posizione | Tempo   | Posizione |
| ------------------------------------------------------------------ | ------------- | --------- | --------- | --------- | --------- | --------- | --------- | --------- | --------- | ------- | --------- |
| Francesco Friedrich Thorsten Margis                                | Bob a due     | 59"02     | 1ª        | 59"36     | 2ª        | 58"99     | 1ª        | 59"52     | 1ª        | 3'56"89 |           |
| Christoph Hafer Matthias Sommer                                    | Bob a due     | 59"44     | 4ª        | 59"93     | 6ª        | 59"51     | 3ª        | 59"70     | 3ª        | 3'58"58 |           |
| Johannes Lochner Florian Bauer                                     | Bob a due     | 59"26     | 2ª        | 59"27     | 1ª        | 59"32     | 2ª        | 59"53     | 2ª        | 3'57"38 |           |
| Francesco Friedrich Thorsten Margis Candy Bauer Alexander Schüller | Bob a quattro | 58"29     | 2ª        | 58"71     | 1ª        | 58"17     | 1ª        | 59"13     | 1ª        | 3'54"30 |           |
| Christoph Hafer Matthias Sommer Michael Salzer Tobias Schneider    | Bob a quattro | 58"60     | 5ª        | 58"95     | 4ª        | 58"35     | 3ª        | 59"25     | 2ª        | 3'55"15 | 4ª        |
| Johannes Lochner Christopher Weber Christian Rasp Florian Bauer    | Bob a quattro | 58"13     | 1ª        | 58"90     | 3ª        | 58"34     | 2ª        | 59"30     | 5ª        | 3'54"67 |           |

Donne
| Atleta                              | Evento    | 1ª manche | 1ª manche | 2ª manche | 2ª manche | 3ª manche | 3ª manche | 4ª manche | 4ª manche | Totale  | Totale    |
| Atleta                              | Evento    | Tempo     | Posizione | Tempo     | Posizione | Tempo     | Posizione | Tempo     | Posizione | Tempo   | Posizione |
| ----------------------------------- | --------- | --------- | --------- | --------- | --------- | --------- | --------- | --------- | --------- | ------- | --------- |
| Mariama Jamanka                     | Monobob   | 1'05"85   | 15ª       | 1'06"94   | 17ª       | 1'05"47   | 5ª        | 1'05"74   | 7ª        | 4'24"00 | 13ª       |
| Laura Nolte                         | Monobob   | 1'04"74   | 2ª        | 1'05"56   | 6ª        | 1'05"70   | 6ª        | 1'05"31   | 4ª        | 4'21"33 | 4ª        |
| Mariama Jamanka Alexandra Burghardt | Bob a due | 1'01"10   | 2ª        | 1'01"45   | 2ª        | 1'00"98   | 2ª        | 1'01"20   | 1ª        | 4'04"73 |           |
| Kim Kalicki Lisa Buckwitz           | Bob a due | 1'01"61   | 6ª        | 1'01"78   | 5ª        | 1'01"30   | 4ª        | 1'01"59   | 5ª        | 4'06"28 | 4ª        |
| Laura Nolte Deborah Levi            | Bob a due | 1'01"04   | 1ª        | 1'01"01   | 1ª        | 1'00"70   | 1ª        | 1'01"21   | 2ª        | 4'03"96 |           |

## Combinata nordica
| Atleta                                                 | Evento             | Salto                           | Salto | Salto     | Fondo   | Fondo     | Totale  | Totale    |
| Atleta                                                 | Evento             | Lunghezza                       | Punti | Posizione | Tempo   | Posizione | Tempo   | Posizione |
| ------------------------------------------------------ | ------------------ | ------------------------------- | ----- | --------- | ------- | --------- | ------- | --------- |
| Vinzenz Geiger                                         | Trampolino normale | 98,0 m                          | 111,4 | 11º       | 23'41"7 | 1º        | 25'07"7 |           |
| Johannes Rydzek                                        | Trampolino normale | 104,0 m                         | 122,2 | 4º        | 24'46"5 | 9º        | 25'29"5 | 5º        |
| Julian Schmid                                          | Trampolino normale | 103,5 m                         | 123,4 | 2º        | 25'17"9 | 21º       | 25'57"9 | 8º        |
| Terence Weber                                          | Trampolino normale | DNS                             | DNS   | DNS       | DNS     | DNS       | DNS     | DNS       |
| Manuel Faißt                                           | Trampolino lungo   | 133,0 m                         | 128,0 | 4º        | 26'29"6 | 15º       | 27'16"6 | 4º        |
| Vinzenz Geiger                                         | Trampolino lungo   | 122,0 m                         | 106,0 | 14º       | 25'29"5 | 3º        | 27'44"5 | 7º        |
| Johannes Rydzek                                        | Trampolino lungo   | 123,5 m                         | 105,2 | 15º       | 28'04"0 | 39º       | 30'22"0 | 28º       |
| Julian Schmid                                          | Trampolino lungo   | 133,5 m                         | 116,0 | 9º        | 26'39"1 | 17º       | 28'14"1 | 10º       |
| Manuel Faißt Eric Frenzel Vinzenz Geiger Julian Schmid | Gara a squadre     | 128,5 m 132,0 m 133,0 m 131,5 m | 467,0 | 3ª        | 51'29"0 | 5ª        | 51'40"0 |           |

## Freestyle
Salti
| Atleta    | Evento          | Qualificazione | Qualificazione | Qualificazione | Qualificazione | Finale          | Finale          | Finale          | Finale          |
| Atleta    | Evento          | Salto 1        | Salto 1        | Salto 2        | Salto 2        | Salto 1         | Salto 1         | Salto 2         | Salto 2         |
| Atleta    | Evento          | Punti          | Posizione      | Punti          | Posizione      | Punti           | Posizione       | Punti           | Posizione       |
| --------- | --------------- | -------------- | -------------- | -------------- | -------------- | --------------- | --------------- | --------------- | --------------- |
| Emma Weiß | Salti femminile | 65,52          | 22ª            | 75,98          | 14ª            | Non qualificata | Non qualificata | Non qualificata | Non qualificata |

Freeski
| Atleta                | Evento               | Qualificazione | Qualificazione | Qualificazione | Qualificazione | Qualificazione | Finale          | Finale          | Finale          | Finale          | Finale          |
| Atleta                | Evento               | Run 1          | Run 2          | Run 3          | Migliore       | Posizione      | Run 1           | Run 2           | Run 3           | Migliore        | Posizione       |
| --------------------- | -------------------- | -------------- | -------------- | -------------- | -------------- | -------------- | --------------- | --------------- | --------------- | --------------- | --------------- |
| Sabrina Cakmakli      | Halfpipe femminile   | 71,50          | 36,50          | N.D.           | 71,50          | 12ª Q          | 40,00           | 54,00           | 42,75           | 54,00           | 12ª             |
| Aliah Delia Eichinger | Big air femminile    | 51,00          | 64,75          | 39,00          | 115,75         | 18ª            | Non qualificata | Non qualificata | Non qualificata | Non qualificata | Non qualificata |
| Aliah Delia Eichinger | Slopestyle femminile | 26,45          | 50,68          | N.D.           | 50,68          | 17ª            | Non qualificata | Non qualificata | Non qualificata | Non qualificata | Non qualificata |

Ski cross
| Atleta              | Evento              | Posizionamento | Posizionamento | Ottavi    | Quarti          | Semifinale      | Finale / Finale B | Finale / Finale B |
| Atleta              | Evento              | Tempo          | Posizione      | Posizione | Posizione       | Posizione       | Posizione         | Totale            |
| ------------------- | ------------------- | -------------- | -------------- | --------- | --------------- | --------------- | ----------------- | ----------------- |
| Niklas Bachsleitner | Ski cross maschile  | 1'17"53        | 32º            | 4º        | Non qualificato | Non qualificato | Non qualificato   | 32º               |
| Daniel Bohnacker    | Ski cross maschile  | 1'13"21        | 17º            | 2º Q      | 4º              | Non qualificato | Non qualificato   | 14º               |
| Tobias Müller       | Ski cross maschile  | 1'13"64        | 26º            | 3º        | Non qualificato | Non qualificato | Non qualificato   | 23º               |
| Florian Wilmsmann   | Ski cross maschile  | 1'13"22        | 18º            | 3º        | Non qualificato | Non qualificato | Non qualificato   | 21º               |
| Johanna Holzmann    | Ski cross femminile | 1'20"95        | 20ª            | 2ª Q      | 4ª              | Non qualificata | Non qualificata   | 15ª               |
| Daniela Maier       | Ski cross femminile | 1'17"63        | 3ª             | 1ª Q      | 2ª Q            | 1ª Q            | 4ª                | 4ª                |

## Hockey su ghiaccio
| Squadra            | Torneo   | Girone               | Girone               | Girone               | Girone | Playoff              | Quarti               | Semifinali           | Finale               | Pos. |
| Squadra            | Torneo   | Avversario Punteggio | Avversario Punteggio | Avversario Punteggio | Pos.   | Avversario Punteggio | Avversario Punteggio | Avversario Punteggio | Avversario Punteggio | Pos. |
| ------------------ | -------- | -------------------- | -------------------- | -------------------- | ------ | -------------------- | -------------------- | -------------------- | -------------------- | ---- |
| Nazionale maschile | Maschile | Canada P 1–5         | Cina V 3–2           | Stati Uniti P 2–3    | 3ª q   | Slovacchia P 0–4     | Non qualificata      | Non qualificata      | Non qualificata      | 11ª  |

## Pattinaggio di figura
| Atleta / coppia                                                                             | Evento            | Programma corto | Programma corto | Programma libero | Programma libero | Totale          | Totale    |
| Atleta / coppia                                                                             | Evento            | Punti           | Posizione       | Punti            | Posizione        | Punti           | Posizione |
| ------------------------------------------------------------------------------------------- | ----------------- | --------------- | --------------- | ---------------- | ---------------- | --------------- | --------- |
| Nicole Schott                                                                               | Singolo femminile | 63,13           | 14ª Q           | 114,52           | 19ª              | 177,65          | 17ª       |
| Minerva Fabienne Hase e Nolan Seegert                                                       | Coppie            | 62,37           | 14ª Q           | 87,32            | 16ª              | 149,69          | 16ª       |
| Katharina Müller e Tim Dieck                                                                | Danza su ghiaccio | 65,47           | 21ª             | Non qualificati  | Non qualificati  | Non qualificati | 21ª       |
| Paul Fentz Nicole Schott Minerva Fabienne Hase e Nolan Seegert Katharina Müller e Tim Dieck | Gara a squadre    | 8               | 9ª              | Non qualificati  | Non qualificati  | Non qualificati | 9ª        |

## Pattinaggio di velocità
| Atleta            | Evento           | Tempo    | Posizione |
| ----------------- | ---------------- | -------- | --------- |
| Patrick Beckert   | 5000 m maschile  | 6'19"58  | 11º       |
| Patrick Beckert   | 10000 m maschile | 13'01"23 | 7º        |
| Joel Dufter       | 500 m maschile   | 35"37    | 26º       |
| Joel Dufter       | 1000 m maschile  | 1'10"16  | 26º       |
| Michelle Uhrig    | 1500 m femminile | 2'00"20  | 25ª       |
| Felix Rijhnen     | 5000 m maschile  | 6'19"86  | 13º       |
| Claudia Pechstein | 3000 m femminile | 4'17"16  | 20ª       |

Mass start
| Atleta            | Evento               | Semifinale | Semifinale | Semifinale | Finale          | Finale          | Finale          |
| Atleta            | Evento               | Punti      | Tempo      | Posizione  | Punti           | Tempo           | Posizione       |
| ----------------- | -------------------- | ---------- | ---------- | ---------- | --------------- | --------------- | --------------- |
| Felix Rijhnen     | Mass start maschile  | 0          | 7'58"33    | 14º        | Non qualificato | Non qualificato | Non qualificato |
| Claudia Pechstein | Mass start femminile | 3          | 8'30"99    | 7ª Q       | 3               | 8'25"78         | 9ª              |
| Michelle Uhrig    | Mass start femminile | 2          | 9'02"52    | 11ª        | Non qualificata | Non qualificata | Non qualificata |

## Salto con gli sci
| Atleta                                                          | Evento                       | Qualificazione | Qualificazione | Qualificazione | Finale      | Finale      | Finale      | Finale          | Finale          | Finale          | Finale          | Finale          |
| Atleta                                                          | Evento                       | Qualificazione | Qualificazione | Qualificazione | Primo salto | Primo salto | Primo salto | Secondo salto   | Secondo salto   | Secondo salto   | Totale          | Totale          |
| Atleta                                                          | Evento                       | Lunghezza      | Punti          | Posizione      | Lunghezza   | Punti       | Posizione   | Lunghezza       | Punti           | Posizione       | Punti           | Posizione       |
| --------------------------------------------------------------- | ---------------------------- | -------------- | -------------- | -------------- | ----------- | ----------- | ----------- | --------------- | --------------- | --------------- | --------------- | --------------- |
| Markus Eisenbichler                                             | Trampolino normale maschile  | 91,0 m         | 90,8           | 23º Q          | 92,0 m      | 110,4       | 31º         | Non qualificato | Non qualificato | Non qualificato | Non qualificato | Non qualificato |
| Karl Geiger                                                     | Trampolino normale maschile  | 97,5 m         | 103,9          | 9º Q           | 96,0 m      | 127,5       | 21º Q       | 99,0 m          | 125,3           | 11º             | 252,8           | 15º             |
| Stephan Leyhe                                                   | Trampolino normale maschile  | 95,5 m         | 101,6          | 11º Q          | 97,5 m      | 129,3       | 13º Q       | 95,0 m          | 115,1           | 25º             | 244,4           | 24º             |
| Constantin Schmid                                               | Trampolino normale maschile  | 86,5 m         | 76,0           | 39º Q          | 102,0 m     | 134,4       | 6º Q        | 98,0 m          | 122,9           | 18º             | 257,3           | 11º             |
| Markus Eisenbichler                                             | Trampolino lungo maschile    | 129,0 m        | 123,3          | 6º Q           | 137,5 m     | 135,2       | 8º Q        | 139,5 m         | 140,5           | 4º              | 275,7           | 5º              |
| Karl Geiger                                                     | Trampolino lungo maschile    | 128,0 m        | 120,0          | 12º Q          | 138,0 m     | 136,7       | 6º Q        | 138,0 m         | 144,6           | 3º              | 281,3           |                 |
| Pius Paschke                                                    | Trampolino lungo maschile    | 119,0 m        | 102,9          | 30º Q          | 131,0 m     | 126,7       | 23º Q       | 127,0 m         | 116,8           | 29º             | 243,5           | 28º             |
| Constantin Schmid                                               | Trampolino lungo maschile    | 127,0 m        | 114,9          | 19º Q          | 134,0 m     | 131,4       | 11º Q       | 134,0 m         | 132,5           | 14º             | 263,9           | 14º             |
| Katharina Althaus                                               | Trampolino normale femminile | N.D.           | N.D.           | N.D.           | 105,5 m     | 121,1       | 1ª Q        | 94,0 m          | 115,7           | 3ª              | 236,8           |                 |
| Selina Freitag                                                  | Trampolino normale femminile | N.D.           | N.D.           | N.D.           | 80,0 m      | 69,8        | 28ª Q       | 90,0 m          | 93,2            | 12ª             | 163,0           | 22ª             |
| Pauline Heßler                                                  | Trampolino normale femminile | N.D.           | N.D.           | N.D.           | 89,5 m      | 80,9        | 21ª Q       | 83,0 m          | 80,7            | 23ª             | 161,6           | 24ª             |
| Juliane Seyfarth                                                | Trampolino normale femminile | N.D.           | N.D.           | N.D.           | 86,0 m      | 78,7        | 23ª Q       | 88,0 m          | 89,9            | 14ª             | 168,6           | 20ª             |
| Constantin Schmid Stephan Leyhe Markus Eisenbichler Karl Geiger | Gara a squadre maschile      | N.D.           | N.D.           | N.D.           | 511,0 m     | 446,5       | 4ª Q        | 518,5 m         | 476,4           | 2ª              | 922,9           |                 |
| Selina Freitag Constantin Schmid Katharina Althaus Karl Geiger  | Gara a squadre mista         | N.D.           | N.D.           | N.D.           | 290,5 m     | 350,9       | 9ª          | Non qualificati | Non qualificati | Non qualificati | Non qualificati | Non qualificati |

## Sci alpino
Uomini
| Atleta            | Evento          | 1ª manche | 1ª manche | 2ª manche       | 2ª manche       | Totale          | Totale          |
| Atleta            | Evento          | Tempo     | Posizione | Tempo           | Posizione       | Tempo           | Posizione       |
| ----------------- | --------------- | --------- | --------- | --------------- | --------------- | --------------- | --------------- |
| Romed Baumann     | Discesa libera  | N.D.      | N.D.      | N.D.            | N.D.            | 1'43"84         | 13º             |
| Josef Ferstl      | Discesa libera  | N.D.      | N.D.      | N.D.            | N.D.            | 1'44"69         | 23º             |
| Andreas Sander    | Discesa libera  | N.D.      | N.D.      | N.D.            | N.D.            | 1'44"12         | 17º             |
| Dominik Schwaiger | Discesa libera  | N.D.      | N.D.      | N.D.            | N.D.            | DNF             | DNF             |
| Romed Baumann     | Supergigante    | N.D.      | N.D.      | N.D.            | N.D.            | 1'21"10         | 7º              |
| Josef Ferstl      | Supergigante    | N.D.      | N.D.      | N.D.            | N.D.            | 1'22"16         | 18º             |
| Simon Jocher      | Supergigante    | N.D.      | N.D.      | N.D.            | N.D.            | 1'21"52         | 13º             |
| Andreas Sander    | Supergigante    | N.D.      | N.D.      | N.D.            | N.D.            | 1'21"21         | 8º              |
| Julian Rauchfuss  | Slalom gigante  | 1'08"23   | 30º       | 1'07"99         | 15º             | 2'16"22         | 20º             |
| Alexander Schmid  | Slalom gigante  | DNF       | DNF       | Non qualificato | Non qualificato | Non qualificato | Non qualificato |
| Linus Straßer     | Slalom gigante  | DNF       | DNF       | Non qualificato | Non qualificato | Non qualificato | Non qualificato |
| Julian Rauchfuss  | Slalom speciale | DNF       | DNF       | Non qualificato | Non qualificato | Non qualificato | Non qualificato |
| Alexander Schmid  | Slalom speciale | 55"95     | 23º       | 51"08           | 21º             | 1'47"03         | 19º             |
| Linus Straßer     | Slalom speciale | 54"25     | 5º        | 50"77           | 12º             | 1'45"02         | 7º              |
| Simon Jocher      | Combinata       | 1'45"80   | 16º       | DNF             | DNF             | DNF             | DNF             |

Donne
| Atleta      | Evento          | 1ª manche | 1ª manche | 2ª manche | 2ª manche | Totale  | Totale    |
| Atleta      | Evento          | Tempo     | Posizione | Tempo     | Posizione | Tempo   | Posizione |
| ----------- | --------------- | --------- | --------- | --------- | --------- | ------- | --------- |
| Kira Weidle | Discesa libera  | N.D.      | N.D.      | N.D.      | N.D.      | 1'32"58 | 4ª        |
| Kira Weidle | Supergigante    | N.D.      | N.D.      | N.D.      | N.D.      | 1'14"66 | 15ª       |
| Emma Aicher | Slalom gigante  | 1'01"52   | 30ª       | 59"00     | 18ª       | 2'00"52 | 21ª       |
| Emma Aicher | Slalom speciale | 54"48     | 21ª       | 53"11     | 12ª       | 1'47"59 | 18ª       |
| Lena Dürr   | Slalom speciale | 52"17     | 1ª        | 53"00     | 9ª        | 1'45"17 | 4ª        |

Misto
| Atleta                                                                | Evento         | Ottavi               | Quarti                       | Semifinale           | Finale                       | Finale |
| Atleta                                                                | Evento         | Avversario Risultato | Avversario Risultato         | Avversario Risultato | Avversario Risultato         | Pos.   |
| --------------------------------------------------------------------- | -------------- | -------------------- | ---------------------------- | -------------------- | ---------------------------- | ------ |
| Emma Aicher Lena Dürr Julian Rauchfuss Alexander Schmid Linus Straßer | Gara a squadre | Svezia V 3–1         | Svizzera V 2–2 (48"50–49"04) | Stati Uniti V 3–1    | Svizzera P 2–2 (48"46–48"27) |        |

## Sci di fondo
Distanza
| Atleta                                                         | Evento                     | Tecnica classica | Tecnica classica | Tecnica libera | Tecnica libera | Totale    | Totale   | Totale    |
| Atleta                                                         | Evento                     | Tempo            | Posizione        | Tempo          | Posizione      | Tempo     | Distacco | Posizione |
| -------------------------------------------------------------- | -------------------------- | ---------------- | ---------------- | -------------- | -------------- | --------- | -------- | --------- |
| Janosch Brugger                                                | 15 km maschile             | N.D.             | N.D.             | N.D.           | N.D.           | 40'24"5   | +2'29"7  | 20º       |
| Lucas Bögl                                                     | 15 km maschile             | N.D.             | N.D.             | N.D.           | N.D.           | 40'13"9   | +2'19"1  | 17º       |
| Jonas Dobler                                                   | 15 km maschile             | N.D.             | N.D.             | N.D.           | N.D.           | 40'21"0   | +2'26"2  | 19º       |
| Albert Kuchler                                                 | 15 km maschile             | N.D.             | N.D.             | N.D.           | N.D.           | 41'07"1   | +3'12"3  | 32º       |
| Lucas Bögl                                                     | Skiathlon maschile         | 41'37"9          | 14º              | 38'34"6        | 8º             | 1h20'12"5 | +4'02"7  | 12º       |
| Jonas Dobler                                                   | Skiathlon maschile         | DNS              | DNS              | DNS            | DNS            | DNS       | DNS      | DNS       |
| Friedrich Moch                                                 | Skiathlon maschile         | 41'17"9          | 12º              | 38'58"5        | 19º            | 1h20'16"4 | +4'06"6  | 13º       |
| Florian Notz                                                   | Skiathlon maschile         | 41'55"0          | 20º              | 39'05"4        | 21º            | 1h21'00"4 | +4'50"6  | 19º       |
| Lucas Bögl                                                     | 50 km maschile             | N.D.             | N.D.             | N.D.           | N.D.           | 1h16'11"5 | +4'38"8  | 33º       |
| Jonas Dobler                                                   | 50 km maschile             | N.D.             | N.D.             | N.D.           | N.D.           | 1h14'50"0 | +3'17"3  | 20º       |
| Friedrich Moch                                                 | 50 km maschile             | N.D.             | N.D.             | N.D.           | N.D.           | 1h16'03"6 | +4'30"9  | 31º       |
| Florian Notz                                                   | 50 km maschile             | N.D.             | N.D.             | N.D.           | N.D.           | 1h15'32"2 | +3'59"5  | 26º       |
| Katherine Sauerbrey Katharina Hennig Victoria Carl Sofie Krehl | Staffetta 4x10 km maschile | 1h00'56"7        | 6ª               | 56'49"8        | 5ª             | 1h57'46"5 | +2'55"8  | 5ª        |
| Antonia Fräbel                                                 | 10 km femminile            | N.D.             | N.D.             | N.D.           | N.D.           | 30'51"4   | +2'45"1  | 28ª       |
| Laura Gimmler                                                  | 10 km femminile            | N.D.             | N.D.             | N.D.           | N.D.           | 31'05"6   | +2'59"3  | 32ª       |
| Katharina Hennig                                               | 10 km femminile            | N.D.             | N.D.             | N.D.           | N.D.           | 28'49"7   | +43"4    | 5ª        |
| Katherine Sauerbrey                                            | 10 km femminile            | N.D.             | N.D.             | N.D.           | N.D.           | 29'27"2   | +1'20"9  | 11ª       |
| Pia Fink                                                       | Skiathlon femminile        | 25'02"3          | 25ª              | 23'27"3        | 27ª            | 48'29"6   | +4'15"9  | 25ª       |
| Katharina Hennig                                               | Skiathlon femminile        | 23'56"4          | 9ª               | 23'15"4        | 23ª            | 47'11"8   | +2'58"1  | 15ª       |
| Sofie Krehl                                                    | Skiathlon femminile        | 24'56"4          | 22ª              | 22'45"2        | 14ª            | 47'41"6   | +3'27"9  | 17ª       |
| Katherine Sauerbrey                                            | Skiathlon femminile        | 24'05"0          | 11ª              | 22'32"5        | 15ª            | 46'37"5   | +2'23"8  | 13ª       |
| Victoria Carl                                                  | 30 km femminile            | N.D.             | N.D.             | N.D.           | N.D.           | 1h30'08"4 | +5'14"4  | 12ª       |
| Pia Fink                                                       | 30 km femminile            | N.D.             | N.D.             | N.D.           | N.D.           | 1h32'06"3 | +7'12"3  | 25ª       |
| Antonia Fräbel                                                 | 30 km femminile            | N.D.             | N.D.             | N.D.           | N.D.           | 1h31'23"6 | +6'29"6  | 19ª       |
| Katherine Sauerbrey Katharina Hennig Victoria Carl Sofie Krehl | Staffetta 4x5 km femminile | 28'23"4          | 1ª               | 25'35"8        | 5ª             | 53'59"2   | +18"2    |           |

Sprint
| Janosch Brugger                | Sprint maschile            | 2'56"01 | 38º   | Non qualificato | Non qualificato | Non qualificato | Non qualificato | Non qualificato | Non qualificato |                 |                 |                 |                 |
| Albert Kuchler Janosch Brugger | Sprint a squadre maschile  | N.D.    | N.D.  | N.D.            | N.D.            | 21'20"39        | 12ª             | Non qualificati | Non qualificati | Non qualificati | Non qualificati | Non qualificati | Non qualificati |
| Victoria Carl                  | Sprint femminile           | 3'19"89 | 10ª Q | 3'18"26         | 3ª q            | 3'16"83         | 5ª              | Non qualificata | Non qualificata |                 |                 |                 |                 |
| Pia Fink                       | Sprint femminile           | 3'22"09 | 21ª Q | 3'19"72         | 3ª              | Non qualificata | Non qualificata | Non qualificata | Non qualificata |                 |                 |                 |                 |
| Sofie Krehl                    | Sprint femminile           | 3'18"93 | 8ª Q  | 3'18"37         | 2ª Q            | 3'21"32         | 6ª              | Non qualificata | Non qualificata |                 |                 |                 |                 |
| Coletta Rydzek                 | Sprint femminile           | 3'25"09 | 37ª   | Non qualificata | Non qualificata | Non qualificata | Non qualificata | Non qualificata | Non qualificata |                 |                 |                 |                 |
| Katharina Hennig Victoria Carl | Sprint a squadre femminile | N.D.    | N.D.  | N.D.            | N.D.            | 23'02"08        | 1ª Q            | 22'09"85        |                 |                 |                 |                 |                 |

## Short track
| Atleta      | Evento           | Quarti | Quarti    | Semifinale      | Semifinale      | Finale          | Finale          |
| Atleta      | Evento           | Tempo  | Posizione | Tempo           | Posizione       | Tempo           | Posizione       |
| ----------- | ---------------- | ------ | --------- | --------------- | --------------- | --------------- | --------------- |
| Anna Seidel | 1500 m femminile | DSQ    | DSQ       | Non qualificata | Non qualificata | Non qualificata | Non qualificata |

## Skeleton
| Atleta               | Evento            | 1ª manche | 1ª manche | 2ª manche | 2ª manche | 3ª manche | 3ª manche | 4ª manche | 4ª manche | Totale  | Totale    |
| Atleta               | Evento            | Tempo     | Posizione | Tempo     | Posizione | Tempo     | Posizione | Tempo     | Posizione | Tempo   | Posizione |
| -------------------- | ----------------- | --------- | --------- | --------- | --------- | --------- | --------- | --------- | --------- | ------- | --------- |
| Alexander Gassner    | Singolo maschile  | 1'00"87   | 9º        | 1'00"86   | 9º        | 1'00"62   | 8º        | 1'00"48   | 5º        | 4'02"83 | 8º        |
| Christopher Grotheer | Singolo maschile  | 1'00"00   | 1º        | 1'00"33   | 1º        | 1'00"16   | 1º        | 1'00"52   | 6º        | 4'01"01 |           |
| Axel Jungk           | Singolo maschile  | 1'00"50   | 5º        | 1'00"53   | 2º        | 1'00"31   | 2º        | 1'00"33   | 3º        | 4'01"67 |           |
| Tina Hermann         | Singolo femminile | 1'02"28   | 5ª        | 1'02"29   | 3ª        | 1'01"90   | 5ª        | 1'02"26   | 6ª        | 4'08"73 | 4ª        |
| Jacqueline Lölling   | Singolo femminile | 1'02"27   | 4ª        | 1'02"45   | 7ª        | 1'02"22   | 7ª        | 1'02"41   | 14ª       | 4'09"35 | 8ª        |
| Hannah Neise         | Singolo femminile | 1'02"36   | 8ª        | 1'02"19   | 1ª        | 1'01"44   | 1ª        | 1'01"63   | 1ª        | 4'07"62 |           |

## Slittino
| Atleta                                                        | Evento            | 1ª manche | 1ª manche | 2ª manche | 2ª manche | 3ª manche | 3ª manche | 4ª manche | 4ª manche | Totale   | Totale    |
| Atleta                                                        | Evento            | Tempo     | Posizione | Tempo     | Posizione | Tempo     | Posizione | Tempo     | Posizione | Tempo    | Posizione |
| ------------------------------------------------------------- | ----------------- | --------- | --------- | --------- | --------- | --------- | --------- | --------- | --------- | -------- | --------- |
| Max Langenhan                                                 | Singolo maschile  | 57"606    | 9º        | 57"536    | 5º        | 57"521    | 8º        | 57"429    | 4º        | 3'50"092 | 6º        |
| Felix Loch                                                    | Singolo maschile  | 57"383    | 5º        | 57"500    | 4º        | 57"510    | 7º        | 57"485    | 6º        | 3'49"878 | 4º        |
| Johannes Ludwig                                               | Singolo maschile  | 57"063    | 1º        | 57"438    | 2º        | 57"043    | 1º        | 57"191    | 1º        | 3'48"735 |           |
| Anna Berreiter                                                | Singolo femminile | 58"525    | 4ª        | 58"508    | 3ª        | 58"348    | 2ª        | 58"566    | 4ª        | 3'53"947 |           |
| Natalie Geisenberger                                          | Singolo femminile | 58"402    | 2ª        | 58"423    | 1ª        | 58"226    | 1ª        | 58"403    | 2ª        | 3'53"454 |           |
| Julia Taubitz                                                 | Singolo femminile | 58"345    | 1ª        | 1'00"075  | 26ª       | 58"655    | 7ª        | 58"358    | 1ª        | 3'55"433 | 7ª        |
| Tobias Arlt Tobias Wendl                                      | Doppio            | 58"255    | 1ª        | 58"299    | 1ª        | N.D.      | N.D.      | N.D.      | N.D.      | 1'56"554 |           |
| Sascha Benecken Toni Eggert                                   | Doppio            | 58"300    | 2ª        | 58"353    | 2ª        | N.D.      | N.D.      | N.D.      | N.D.      | 1'56"653 |           |
| Natalie Geisenberger Johannes Ludwig Tobias Wendl Tobias Arlt | Gara a squadre    | 1'00"090  | 2ª        | 1'01"407  | 2ª        | 1'01"909  | 1ª        | N.D.      | N.D.      | 3'03"406 |           |

## Snowboard
Freestyle
| Atleta             | Evento               | Qualificazione | Qualificazione | Qualificazione | Qualificazione | Qualificazione | Finale          | Finale          | Finale          | Finale          | Finale          |
| Atleta             | Evento               | Run 1          | Run 2          | Run 3          | Migliore       | Posizione      | Run 1           | Run 2           | Run 3           | Migliore        | Posizione       |
| ------------------ | -------------------- | -------------- | -------------- | -------------- | -------------- | -------------- | --------------- | --------------- | --------------- | --------------- | --------------- |
| Noah Vicktor       | Big air maschile     | 60,50          | 18,25          | 29,75          | 90,25          | 24º            | Non qualificato | Non qualificato | Non qualificato | Non qualificato | Non qualificato |
| Leon Vockensperger | Big air maschile     | 66,00          | 24,00          | 17,25          | 90,00          | 25º            | Non qualificato | Non qualificato | Non qualificato | Non qualificato | Non qualificato |
| Annika Morgan      | Big air femminile    | 12,00          | 64,25          | 68,00          | 132,25         | 8ª Q           | 15,50           | 73,50           | 14,50           | 88,00           | 10ª             |
| André Höflich      | Halfpipe maschile    | 75,00          | 17,75          | N.D.           | 75,00          | 10º Q          | 13,25           | 76,00           | 50,00           | 76,00           | 8º              |
| Leilani Ettel      | Halfpipe femminile   | 68,75          | 15,75          | N.D.           | 68,75          | 11ª Q          | 55,25           | 57,50           | 9,25            | 57,50           | 11ª             |
| Noah Vicktor       | Slopestyle maschile  | 16,66          | 62,56          | N.D.           | 62,56          | 16º            | Non qualificato | Non qualificato | Non qualificato | Non qualificato | Non qualificato |
| Leon Vockensperger | Slopestyle maschile  | 25,15          | 26,41          | N.D.           | 26,41          | 29º            | Non qualificato | Non qualificato | Non qualificato | Non qualificato | Non qualificato |
| Annika Morgan      | Slopestyle femminile | 29,61          | 67,63          | N.D.           | 67,63          | 10ª Q          | 64,13           | 31,01           | 28,76           | 64,13           | 8ª              |

Parallelo
| Atleta              | Evento                             | Qualificazione | Qualificazione | Ottavi               | Quarti               | Semifinale           | Finale               | Finale          |
| Atleta              | Evento                             | Tempo          | Posizione      | Avversario Risultato | Avversario Risultato | Avversario Risultato | Avversario Risultato | Posizione       |
| ------------------- | ---------------------------------- | -------------- | -------------- | -------------------- | -------------------- | -------------------- | -------------------- | --------------- |
| Yannik Angenend     | Slalom gigante parallelo maschile  | 1'22"28        | 13º Q          | Mastnak P +0"26      | Non qualificato      | Non qualificato      | Non qualificato      | Non qualificato |
| Stefan Baumeister   | Slalom gigante parallelo maschile  | 1'22"64        | 18º            | Non qualificato      | Non qualificato      | Non qualificato      | Non qualificato      | Non qualificato |
| Elias Huber         | Slalom gigante parallelo maschile  | 1'31"16        | 29º            | Non qualificato      | Non qualificato      | Non qualificato      | Non qualificato      | Non qualificato |
| Melanie Hochreiter  | Slalom gigante parallelo femminile | 1'42"74        | 27ª            | Non qualificata      | Non qualificata      | Non qualificata      | Non qualificata      | Non qualificata |
| Ramona Hofmeister   | Slalom gigante parallelo femminile | 1'26"20        | 2ª Q           | Takeuchi V DNF       | Ulbing P +0"14       | Non qualificata      | Non qualificata      | Non qualificata |
| Carolin Langenhorst | Slalom gigante parallelo femminile | 1'27"60        | 6ª Q           | Zogg V -0"08         | Kotnik P +0"15       | Non qualificata      | Non qualificata      | Non qualificata |

Cross
| Atleta                   | Evento                    | Posizionamento | Posizionamento | Ottavi    | Quarti          | Semifinale      | Finale / Finale B | Finale / Finale B |
| Atleta                   | Evento                    | Tempo          | Posizione      | Posizione | Posizione       | Posizione       | Posizione         | Totale            |
| ------------------------ | ------------------------- | -------------- | -------------- | --------- | --------------- | --------------- | ----------------- | ----------------- |
| Paul Berg                | Snowboard cross maschile  | 1'18"31        | 12º            | 3º        | Non qualificato | Non qualificato | Non qualificato   | 18º               |
| Umito Kirchwehm          | Snowboard cross maschile  | 1'18"22        | 11º            | 2º Q      | DNF             | Non qualificato | Non qualificato   | 14º               |
| Martin Nörl              | Snowboard cross maschile  | 1'17"38        | 5º             | 1º Q      | DNF             | Non qualificato | Non qualificato   | 9º                |
| Jana Fischer             | Snowboard cross femminile | 1'24"88        | 20ª            | 4ª        | Non qualificata | Non qualificata | Non qualificata   | 27ª               |
| Martin Nörl Jana Fischer | Snowboard cross a squadre | N.D.           | N.D.           | N.D.      | 2ª Q            | 3ª QB           | 1ª                | 5ª                |